# Varenna
Varenna är en italiensk kommun i provinsen Lecco i Lombardiet. Kommunen är belägen invid Comosjön, inte långt från gränsen till Schweiz.
Kommunen hade 729 invånare år 2018 och gränsar till kommunerna Esino Lario, Lierna, Oliveto Lario, Perledo. På andra sidan sjön i provinsen Como gränsar Varenna till Bellagio, Griante och Menaggio.